# Maisons-du-Bois-Lièvremont
Maisons-du-Bois-Lièvremont település Franciaországban, Doubs megyében. Lakosainak száma 846 fő (2022. január 1.). Maisons-du-Bois-Lièvremont Pontarlier és Pays-de-Montbenoît községekkel határos.

## Népesség
A település népességének változása:
| Lakosok száma | 235  | 417  | 461  | 576  | 687  | 770  | 807  | 852  | 853  | 846  |
|               | 1968 | 1982 | 1990 | 2006 | 2013 | 2015 | 2017 | 2019 | 2020 | 2022 |